# Прибрамний корпус
Прибрамний корпус у Бердичеві — частина історико-культурного заповідника Бердичівський замок (включає кармелітський монастир, костел Діви Марії з келіями, прибрамний корпус, фортечні мури з баштами та келіями). Пам'ятка архітектури національного значення. 

Збудований у середині XVIII століття разом з іншими монастирськими укріпленнями та мурами під керівництвом Я. де Вітте. Складається з правого і лівого корпусів, роз'єднаних вхідною вежею. Реєстраційний номер пам'ятки — 155/2.

Тривалий час реставрується.

## Адреса
вул. Соборна, 25, місто Бердичів, Житомирська область

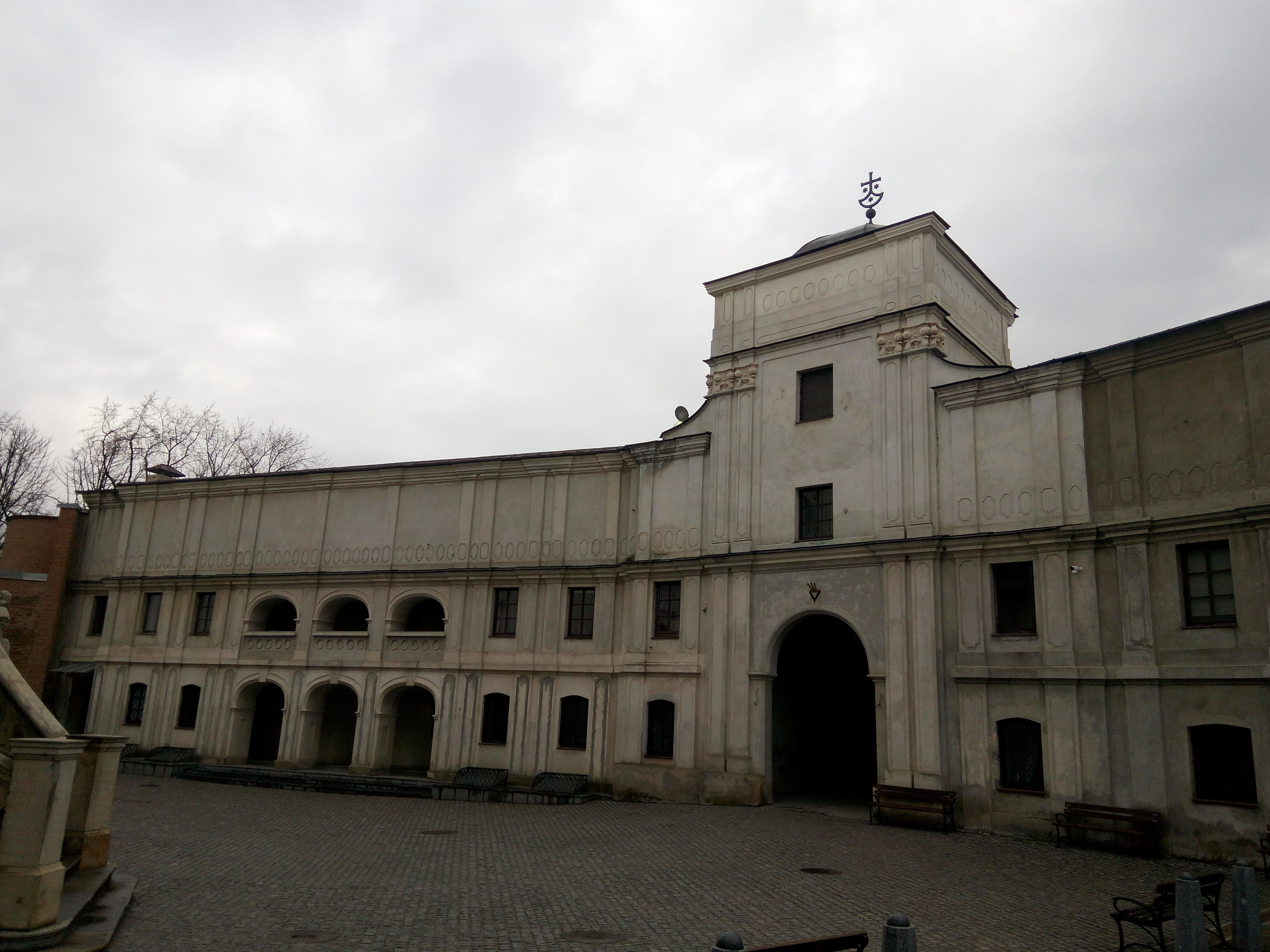
Монастир Босих Кармелітів у Бердичеві. Прибрамний комплекс

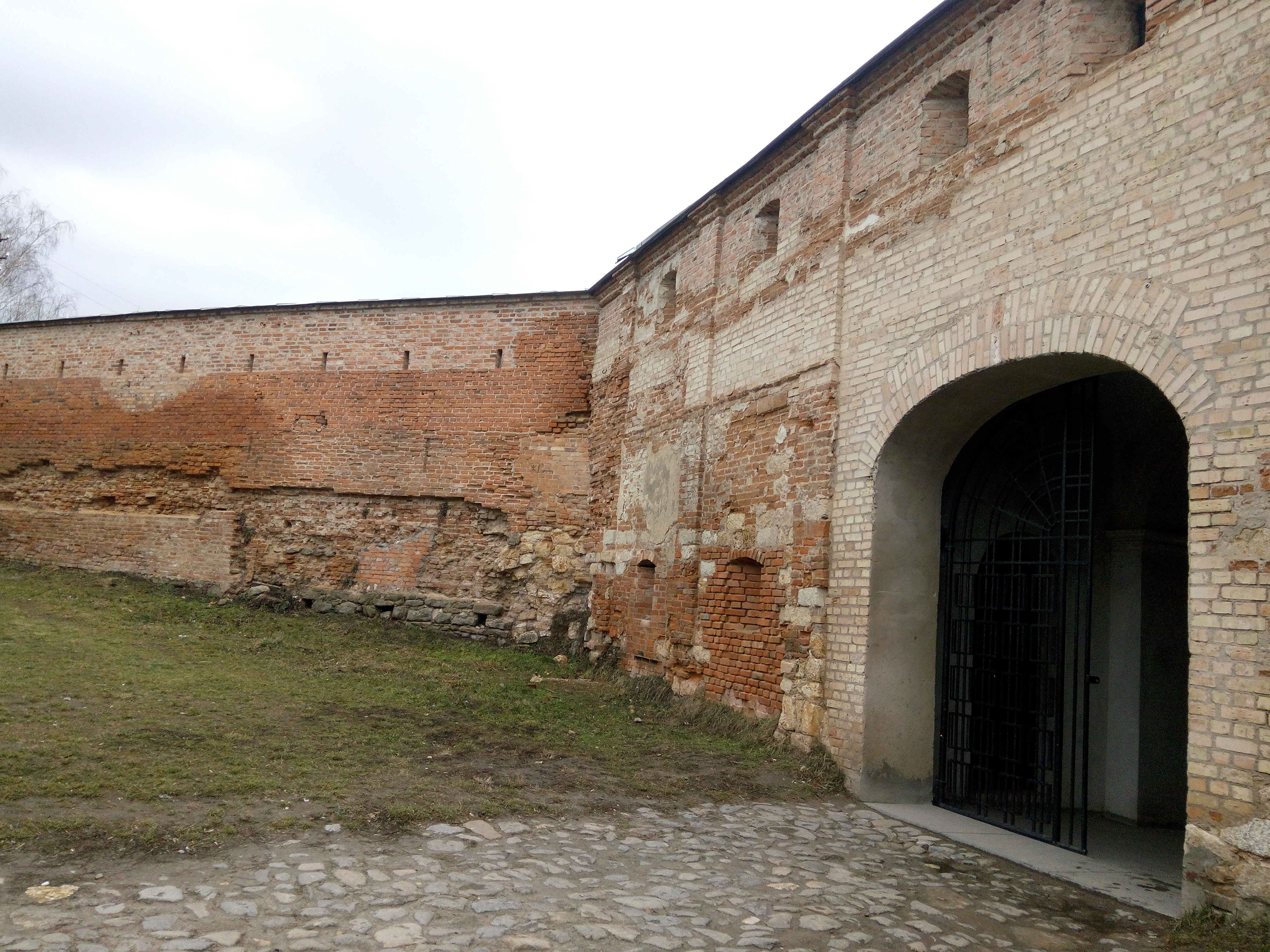
Монастир Босих Кармелітів у Бердичеві. Прибрамний комплекс

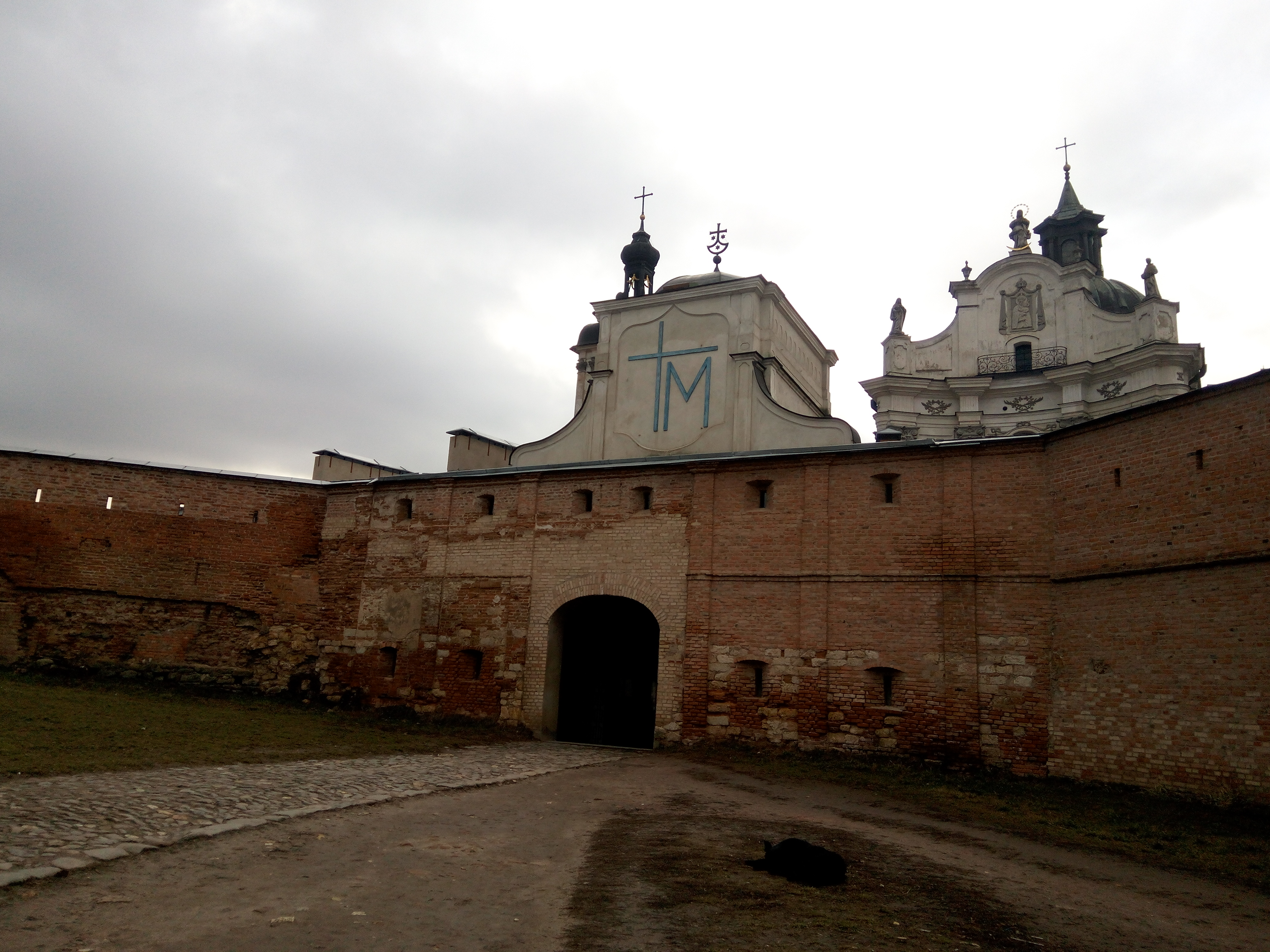
Монастир Босих Кармелітів у Бердичеві. Прибрамний комплекс